# Primavera

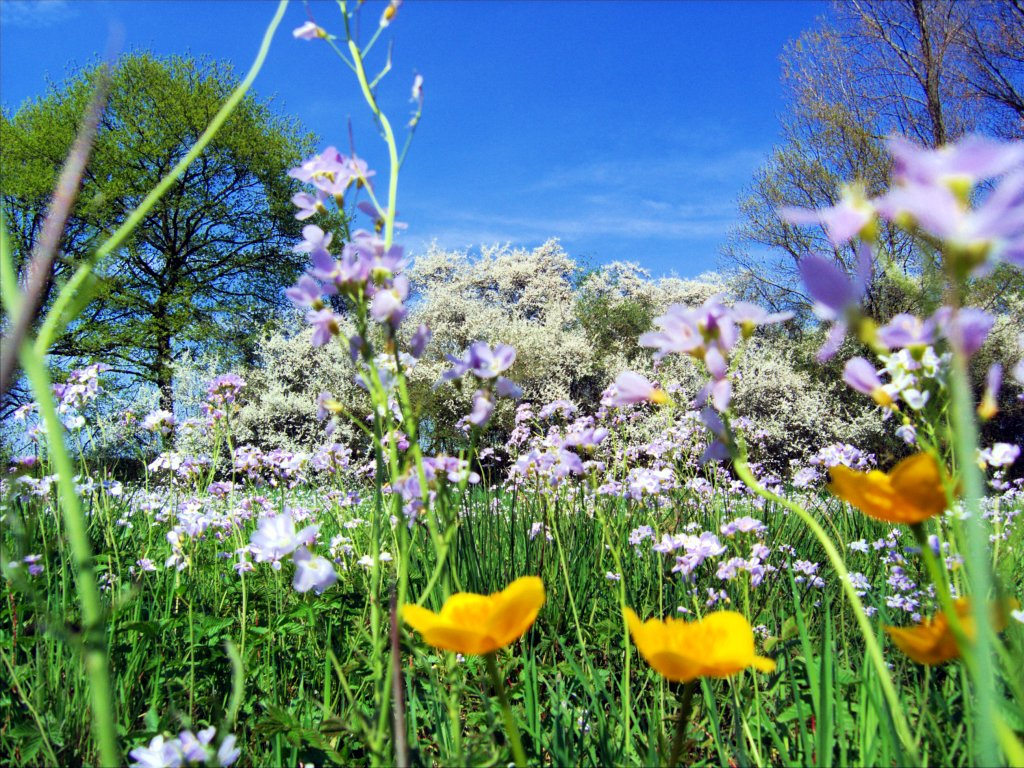
Un campo fiorito durante la stagione primaverile.

La primavera è una delle quattro stagioni in cui si divide l'anno; viene dopo l'inverno e precede l'estate.

## Durata

Le posizioni del Sole e della Terra nel corso delle stagioni.

Nell'emisfero boreale la stagione ha inizio attorno al 20 marzo, in coincidenza dell'equinozio. Il termine indicativo è invece fissato al 21 giugno, prima che si verifichi il solstizio estivo. Per quanto riguarda l'emisfero australe la primavera occupa il periodo dal 23 settembre al 21 dicembre, ovvero in corrispondenza dell'autunno boreale. In senso meteorologico la stagione va dal 1º marzo al 31 maggio nella metà superiore del globo, e dal 1º settembre al 30 novembre nell'altro emisfero.
Dal punto di vista dell'astrologia la primavera si caratterizza per l'ingresso del Sole nel segno zodiacale dell'Ariete, per il transito in quello del Toro e per l'uscita da quello dei Gemelli.

## La stagione

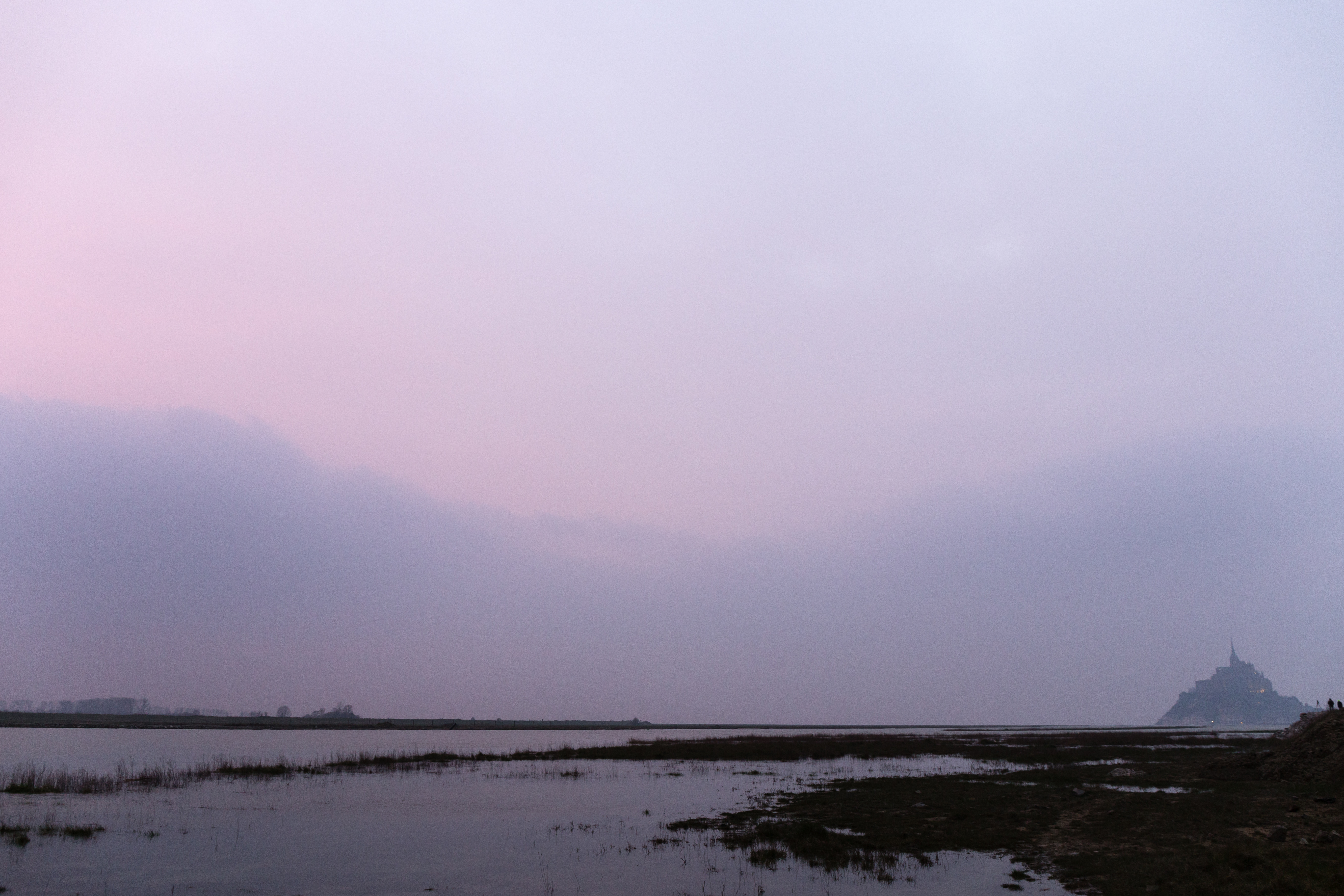
Veduta di Mont Saint-Michel durante l'equinozio di primavera del 2015.

In occasione dell'equinozio, si registra una parità nelle ore diurne e notturne. Successivamente le giornate acquisiscono progressiva lunghezza, fino a toccare il punto massimo sul finire della stagione.
Elemento che contraddistingue la primavera è la rinascita della natura, col rifiorimento di piante e campi.

### Nella cultura di massa
sorride e chiama — O primavera, vieni! —»
(Giosuè Carducci, Odi Barbare, Libro II, Vere novo)
Un tono alquanto differente, aderente allo stato d'animo di Baudelaire, ritroviamo nel  Le goût du néant da I fiori del male: ... Le Printemps adorable a perdu son odeur!/Et le Temps m' engloutit minute par minute...
L'immaginario collettivo riconduce alla primavera la stagione della rinascita, dopo un letargo metaforicamente rappresentato dall'inverno. Secondo ricerche e studi condotti in America, nascere in tale stagione conferirebbe un maggior benessere psicologico. 
L'astrologia occidentale associa alla stagione i segni di Ariete, Toro e Gemelli.

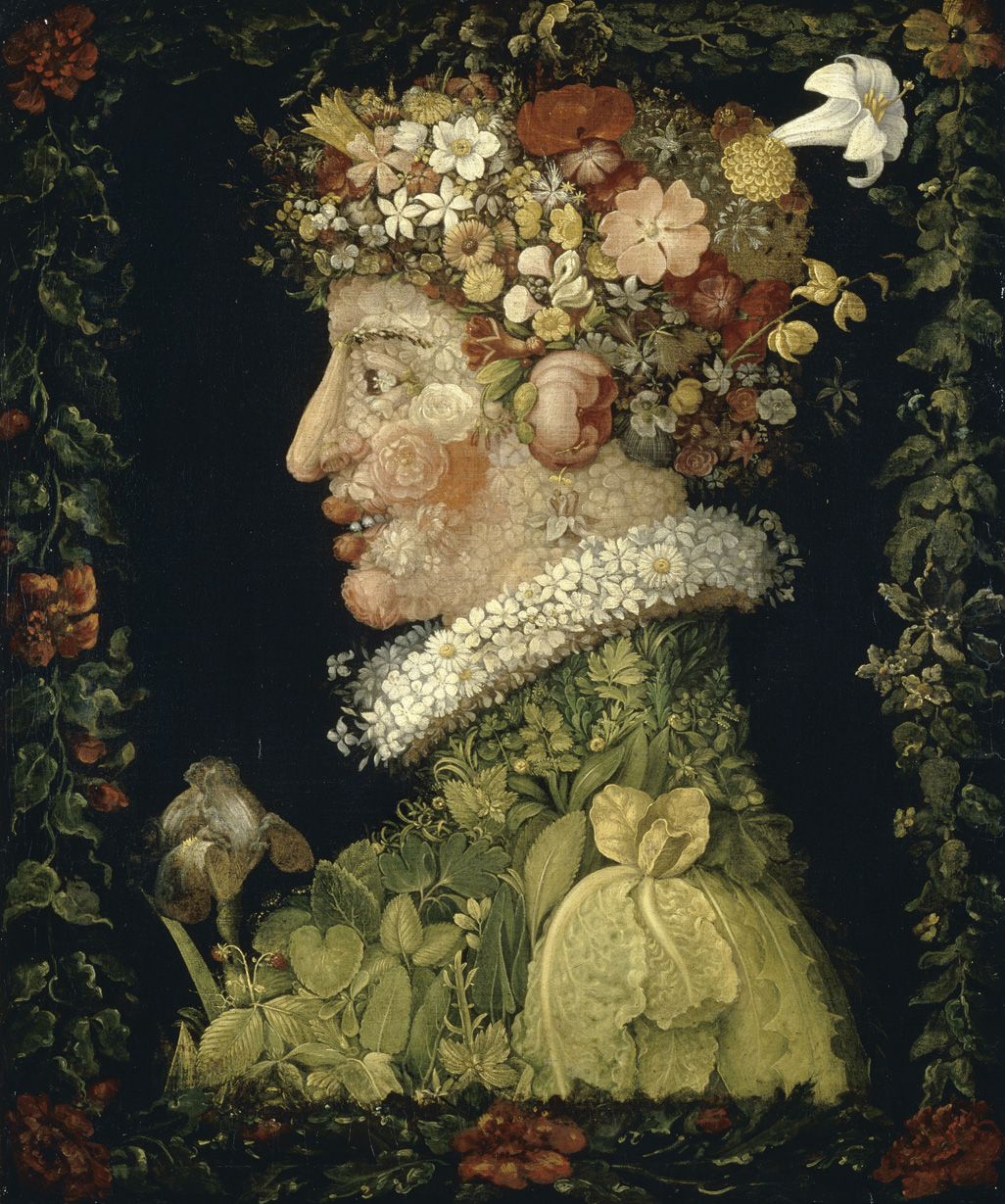
Primavera, dipinto di Giuseppe Arcimboldo (Museo del Louvre, Parigi)

Tra i quattro elementi classici la primavera corrisponde all'aria, tra le età della vita all'infanzia e all'adolescenza, tra i punti cardinali all'Est, fra i temperamenti umorali al sanguigno, tra le parti della giornata al mattino, tra le fasi dell'opera alchemica all'albedo.
In Italia le principali festività della stagione sono:
- Pasqua, festa mobile che cade di domenica nel periodo tra il 22 marzo e 25 aprile.[18] Alla festa sono collegate la settimana santa (ovvero quella precedente) e il lunedì dell'Angelo, ossia il giorno successivo.[18]
- l'anniversario della liberazione d'Italia, celebrato il 25 aprile.[19];
- la festa del lavoro, che ricorre il primo giorno di maggio.[20]
- la festa della Repubblica Italiana, calendarizzata al 2 giugno.[21]

Durante la primavera cade anche il pesce d'aprile, celebrato il primo giorno di tale mese.

## Etimologia
Il termine viene dal latino «vēr», riconducibile al termine sanscrito «vas», cioè «splendere».

## Primavera a mare
Secondo la tradizione marinaresca toscana, per le forme di vita marine, come i pesci, la primavera arriva un mese prima rispetto agli esseri viventi terrestri, iniziando il 21 febbraio. Questo presunto fenomeno prende il nome di primavera a mare (o primavera del mare o primavera nel mare o primavera al mare). Corrado Govoni ha scritto una poesia sulla primavera a mare.